# Параньюс (Мату-Гросу-ду-Сул)
Параньюс (порт. Paranhos) — муниципалитет в Бразилии, входит в штат Мату-Гросу-ду-Сул. Составная часть мезорегиона Юго-запад штата Мату-Гроссу-ду-Сул. Входит в экономико-статистический микрорегион Игуатеми. Население составляет 10 758 человек на 2006 год. Занимает площадь 1302,138 км². Плотность населения — 8,3 чел./км².

## История
Город основан 20 ноября 1958 года. 

## Статистика
- Валовой внутренний продукт на 2003 год составляет 38 854 255,00 реалов (данные: Бразильский институт географии и статистики).
- Валовой внутренний продукт на душу населения на 2003 год составляет 3697,24 реалов (данные: Бразильский институт географии и статистики).
- Индекс развития человеческого потенциала на 2000 год составляет 0,676 (данные: Программа развития ООН).